# 台灣美國商會
台灣美國商會（英語：AmCham Taiwan），是非營利、無黨派的商業組織，目前約有1,200名會員，代表逾570家企業，以集體力量為跨國公司關心各種產業議題。台灣美國商會成立於1951年，其前身為“台北市美國商會”。

## 簡介
選舉產生的理事會監督美國商會，並選擇其中一名成員擔任會長，任期一年。董事會聘請會長指導總方向並管理商會的日常事務。現任執行長是魏立安。

## 相關機構
- 美國商會
- 美台商業協會
- 美國商會亞太理事會